# St. Marien (Quakenbrück)

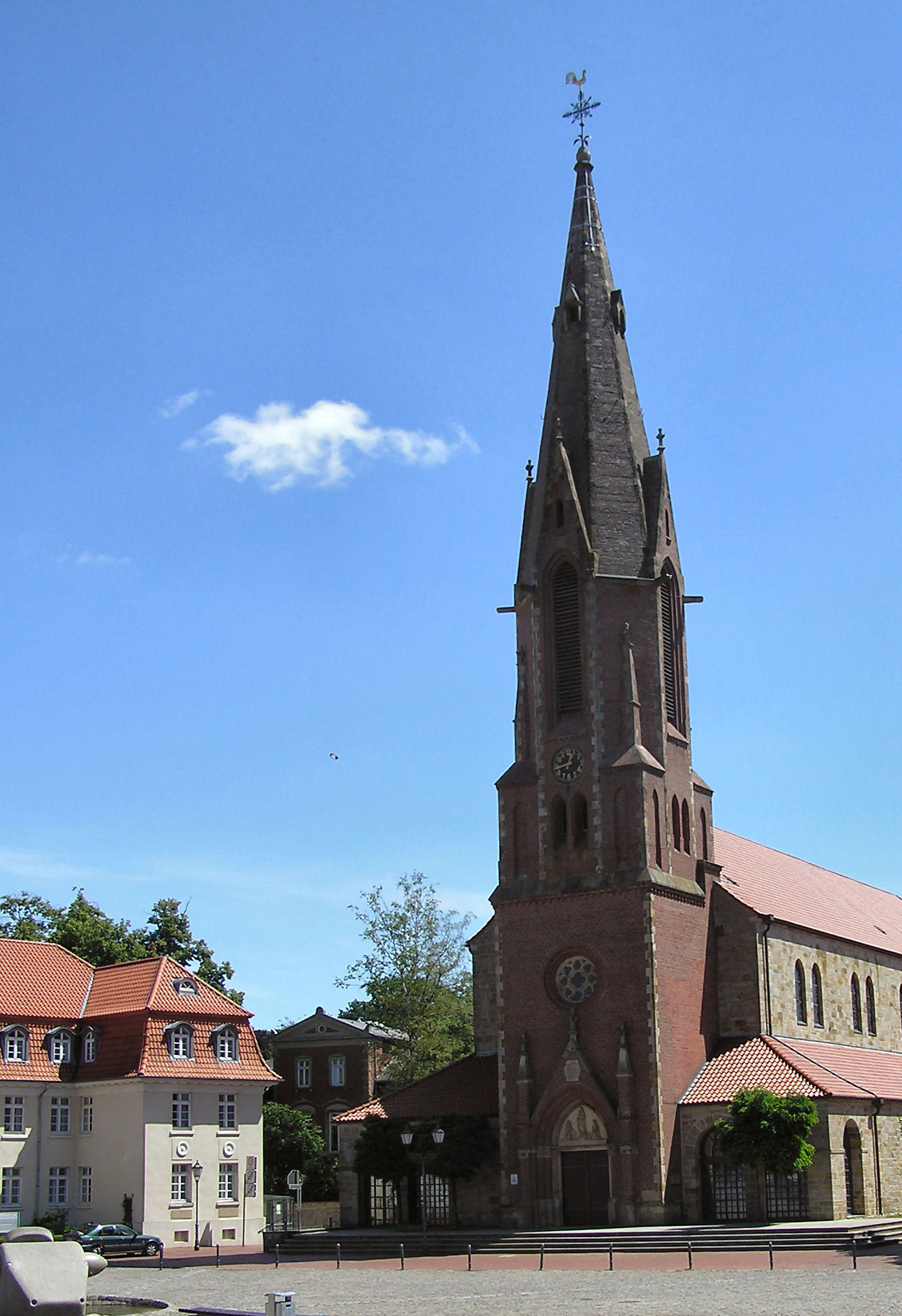
St. Marien

Die römisch-katholische Pfarrkirche St. Marien in Quakenbrück ist eine dreischiffige Hallenkirche, die 1652 als Klosterkirche der Franziskaner gegründet und 1696 vollendet wurde. Errichtet wurde sie auf den Resten eines Burgmannshofes, zu dem auch ein Wehrturm der mittelalterlichen Landesburg aus dem 13. Jahrhundert gehörte.
Dieser Turm diente der Kirche als Kirchturm bis 1873, dem Jahr der Fertigstellung des neuen Backsteinturms an der Giebelseite des Kirchenschiffs.
Im Zweiten Weltkrieg wurde das Gebäude weitgehend zerstört, der markante neugotische Turm blieb erhalten. 1950 entstand ein Neubau in der vereinfachten Form einer Basilika.
In der Kirche finden regelmäßig kirchliche und weltliche Konzerte statt. St. Marien ist als „Offene Kirche“ täglich für Besucher zugänglich.

## Lage und örtliche Gegebenheiten

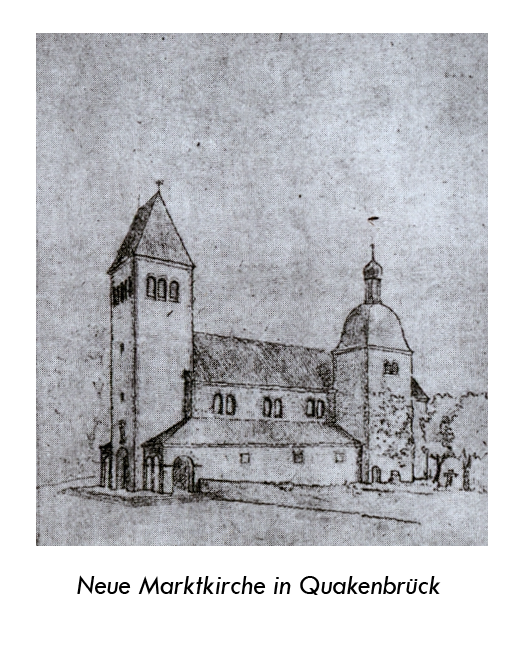

Grundriss

Am südöstlichen Rand des Quakenbrücker Marktplatzes erhebt sich die katholische Pfarrkirche St. Marien, die in ihrer heutigen Form nach ihrer Zerstörung im Zweiten Weltkrieg in den 1950er-Jahren wieder aufgebaut wurde. Lediglich der Kirchturm von 1873 überstand die Bombenangriffe, es bestanden aber bis in die 1990er-Jahre hinein Pläne, auch ihn zu ersetzen, da er in dem in den Nachkriegsjahren als geschmacklos empfundenen Stil der Gründerjahre erbaut ist.

## Die katholische Gemeinde nach der Reformation
Während der Reformation fiel die St.-Sylvester-Kirche unter Hermann Bonnus an die evangelische Konfession. Nach der Gegenreformation und der nach dem Dreißigjährigen Krieg verabschiedeten „Capitulatio perpetua Osnabrugensis“ (Immerwährenden Kapitulation) wurden die Güter des Stiftskapitels unter den beiden Konfessionen aufgeteilt. Der katholischen Seite fielen unter anderem das ehemalige Dekanats- und das Vikariatshaus samt Grundstück zu, die aber von der evangelischen Seite für 762 Reichstaler zurückgekauft wurden. Mit dem Verkaufserlös durfte die katholische Pfarrgemeinde eine eigene Kirche bauen, die einzige, die  nach der Glaubensspaltung  im Bistum Osnabrück gebaut werden durfte. Mit der Ausnahme von Melle, wo die evangelischen Christen ein neues Gotteshaus bauen durften, war die konfessionelle Zukunft der Gemeinden festgelegt; es gab lediglich einige Simultankirchen, zum Beispiel in Badbergen.
Diese Entwicklung war insofern erstaunlich, als die katholische Gemeinde in Quakenbrück in der fraglichen Zeit sehr klein war. 1628 gab es nur noch einen katholischen Stiftsangehörigen namens Huge Meyer. Die weitere Entwicklung lässt sich zahlenmäßig nicht genau verfolgen, da die erhaltenen Statistiken eine genaue Bestimmung der Konfession der Quakenbrücker Bürger nicht zulässt. Bindel spricht von 37 Katholiken im Jahr 1624, deren Zahl in den nächsten Jahren auf 150 bis 200 angestiegen sei. Bei Rothert sind es 100 in der Zeit um 1600. In der Geistlichen Polizeiordnung heißt es 1662:
„... hieselbst befinden nicht über 80 oder nun höchstens 90 eine eigene Kirche gebauet ...“
Erst deutlich später gibt es zuverlässiges Zahlenmaterial: Bei der Volkszählung von 1803 wurde auch das Bekenntnis erfasst und ergab 1.603 Protestanten und 182 Katholiken. Der Anteil der katholischen Bevölkerung nahm allerdings zu: Die Volkszählung von 1833 erbrachte einen Anteil von über 20 Prozent: Von 2.279 Einwohnern waren 1.799 Lutheraner, 473 Katholiken und sieben Reformierte. Laut Melderegister gab es im Jahr 1900 in Quakenbrück 2.082 evangelische und 992 katholische Christen.
Erst in der zweiten Hälfte des 20. Jahrhunderts konnte sich, unter anderem durch den Zuzug von Umsiedlern, die katholische Gemeinde zunehmend vergrößern. Nach einer Statistik des Einwohnermeldeamts Quakenbrück per Stand 1. Dezember 2008 waren 5.604 Quakenbrücker evangelisch-lutherischen und 4.050 römisch-katholischen Glaubens.

## Franziskanerkloster, Kirchen- und Klosterbau
Die katholische Pfarrgemeinde verwendete den Verkaufserlös der ihnen zugesprochenen Güter zum Kauf eines Grundstücks, um eine eigene Kirche zu errichten. 
Die Franziskaner der Sächsischen Ordensprovinz (Saxonia) hatten sich bereits 1624 im Auftrag des Osnabrücker Bischofs Eitel Friedrich Kardinal von Hohenzollern-Sigmaringen in Quakenbrück niedergelassen, mussten die Stadt jedoch bereits 1632 wieder verlassen, als schwedische Truppen das Bistum Osnabrück eroberten. Nach dem Westfälischen Frieden kehrten sie in die protestantische Stadt zurück und begannen im Auftrag von Bischof Franz Wilhelm von Wartenberg 1650 mit der Errichtung einer Residenz, um  die Seelsorge (cura animarum) der wenigen verbliebenen Katholiken zu übernehmen.
Am 3. Mai 1651 kaufte der Orden für 1500 Reichstaler von dem Quakenbrücker Bürger Albert Leuning ein zwischen Marktplatz und ehemaliger Burg gelegenes Grundstück samt darauf befindlicher Ruine eines ehemaligen Burgmannshofes mit dazugehörigem Wehrturm. Der erste Entwurf für den Neubau einer Klosterkirche wurde von dem Franziskanerpater Gerardus erstellt und zeigt mit spitzbogigen Fenstern einen Rückgriff in die Gotik, die parallel dazu skizzierte Marktplatzfront stellt jedoch einen barocken Giebel dar, der allerdings nicht ausgeführt wurde. Der am Übergang von Langhaus und Chor eingezeichnete Dachreiter wurde schließlich auf den schlicht und fensterlos gestalteten Westgiebel gesetzt.
1652 legte Bischof Franz Wilhelm von Wartenberg den Grundstein „zur Fundirung einer katholischen Kirche“. Die Fertigstellung der Kirche zog sich bis 1696 hin.
Die Franziskaner versahen die Seelsorge in Quakenbrück; in der Residenz wohnten bis zur Auflösung infolge der Säkularisation zu Beginn des 19. Jahrhunderts gewöhnlich zwei bis drei Patres und ein Laienbruder. Ab 1820 war Pater Rupert Bornemann der letzte Franziskaner in Quakenbrück; er war in den 1790er-Jahren Lehrer und Präfekt am Gymnasium Dionysianum der Franziskaner in Rheine gewesen und ab 1804 in Quakenbrück tätig. Nach Auflösung des Klosters blieb er als Pfarrer und starb am 26. April 1840.

## Ausstattung

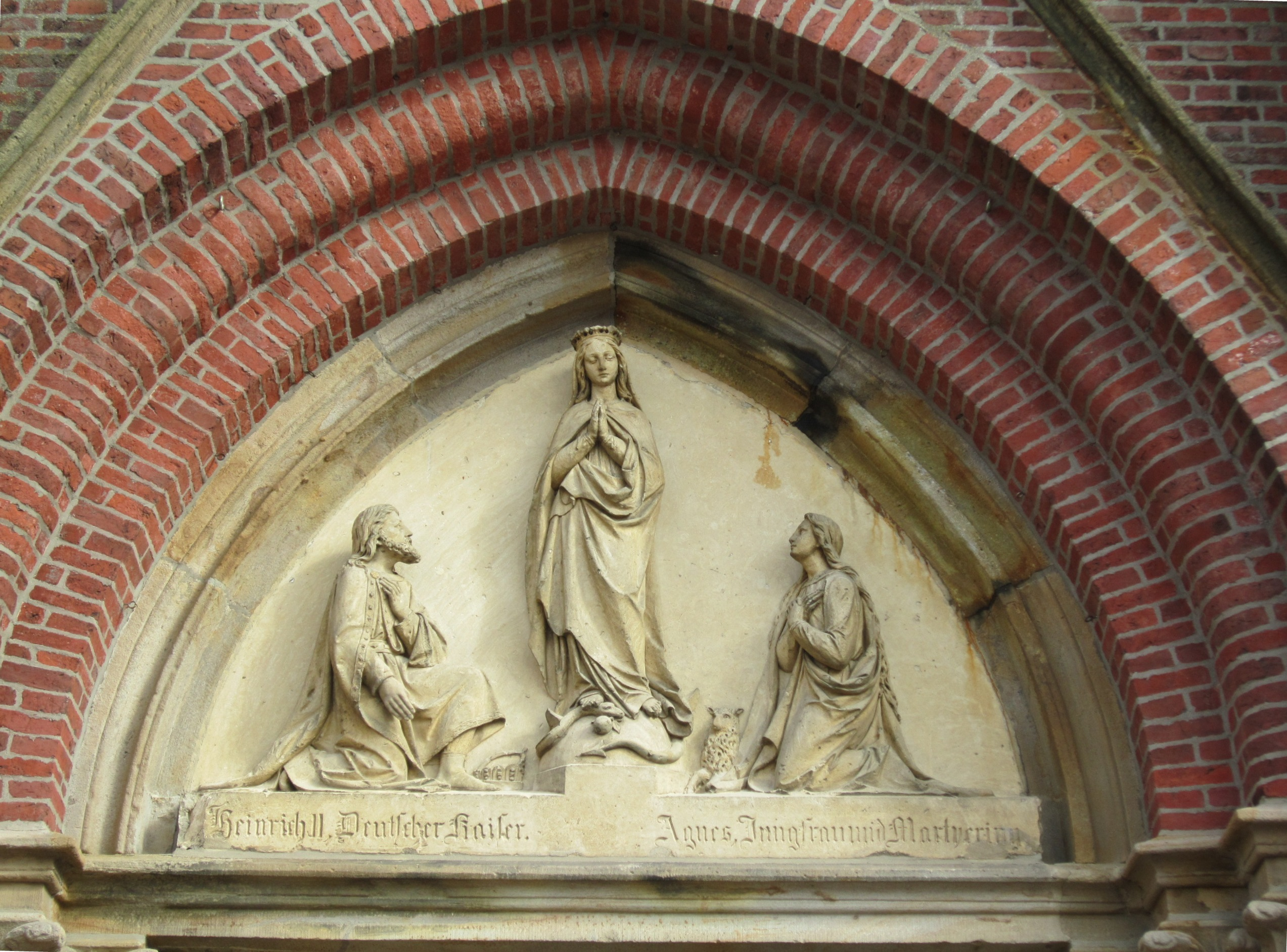
Portal

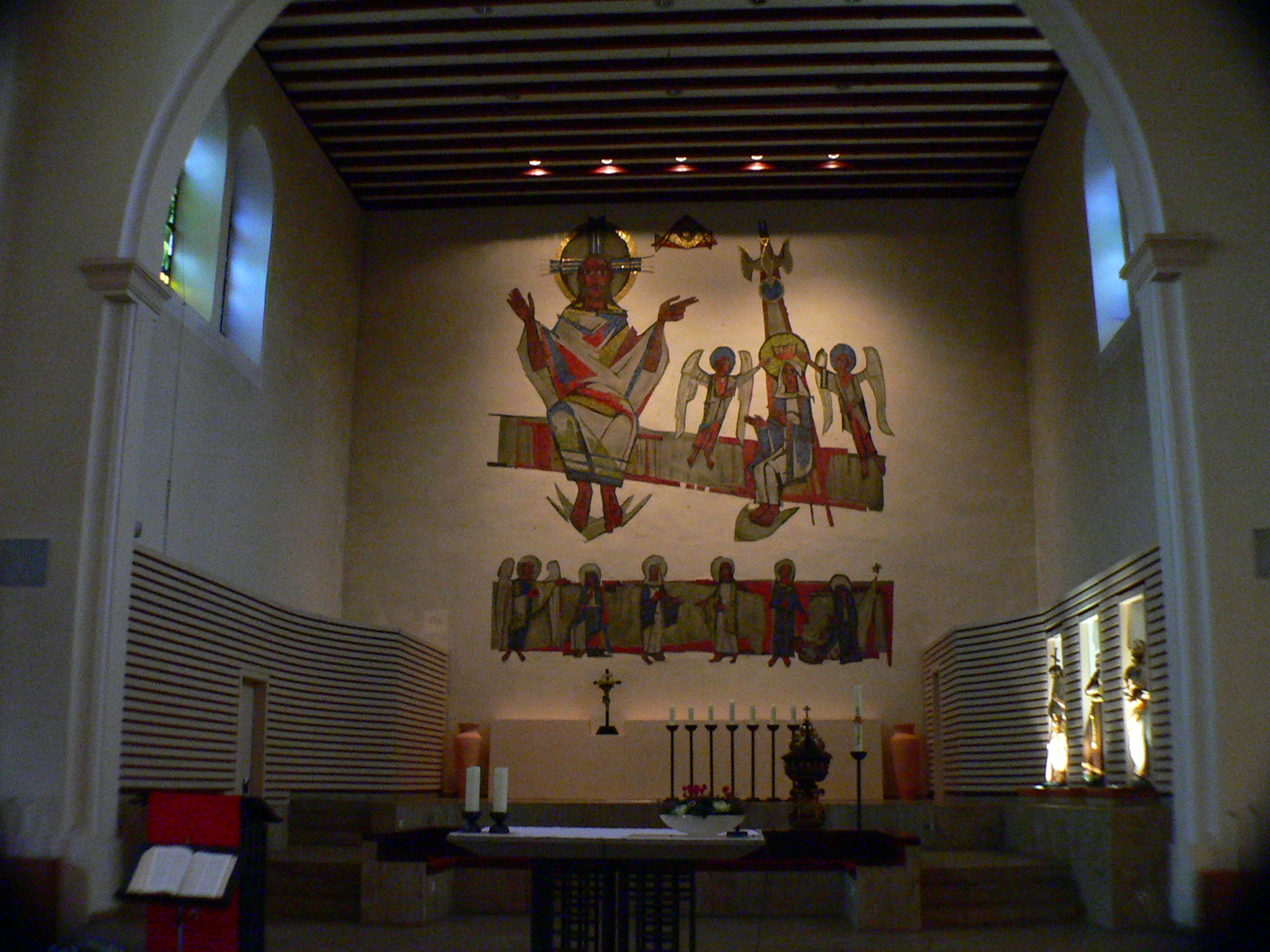
Blick auf den ab 1958 neuzeitlich gestalteten Altarraum

Über dem Eingangsportal ist ein Relief angebracht. Auf diesem ist der Verzicht des späteren deutschen Kaisers Heinrich VII. (in der Inschrift des Reliefs fälschlich als „Heinrich II.“ bezeichnet) auf die Eheschließung mit seiner Verlobten Agnes von Böhmen dargestellt, die sich zu einem Leben als Nonne des Klarissen-Ordens in der Nachfolge des heiligen Franziskus berufen fühlte. Heinrich und Agnes knien demütig vor der Kirchen-Patronin, der Heiligen Maria.
Im Innern der Kirche sind eine Reihe von Barockskulpturen der Quakenbrücker Bildhauerfamilie Jöllemann zu sehen. Das älteste Stück ist eine Pietà aus dem 14. Jahrhundert. Weiterhin finden sich spätbarocke Holzstatuen von Johannes Nepomuk und Ignatius von Loyola sowie der aus derselben Zeit stammende Taufstein und ein barockes Ewiges Licht.
Bei der Kirchweihe von 1950 war der Bau noch sehr einfach und unvollständig. Die Fenster waren provisorisch und farblos, das Kircheninnere in einem einfachen weißen Kalkanstrich gehalten. Als Innenausstattung war lediglich der heute abgebaute hochstehende Hauptaltar mit Tabernakel sowie eine aus der alten Klosterkirche in Thuine stammende Kanzel mit Kommunionbank und Kreuzwegstationen vorhanden. Eine Orgel wurde erst 1958 angeschafft; bis dahin begleitete ein Harmonium den Gesang.
1962/63 erfuhr das Innere durch den Einbau der Fenster und des Mosaiks an der Chorwand des Münsteraner Künstlers Manfred Espeter eine grundlegende Änderung. Gleichzeitig wurde das Kirchenschiff neu gestrichen, die Deckenbalken erhielten eine zu den Kunstwerken passende lindgrüne Färbung und die dazwischen liegenden Heraklithplatten wurden mit einer Putzschicht versehen. 1964 erhielten die Seitenschiffe ihr Gestühl, auch das inzwischen wieder entfernte Chorgestühl wurde angeschafft. Von der barocken Ausstattung der Kirche waren einige beschädigte Figuren erhalten geblieben, die 1965 restauriert wurden. Im selben Jahr wurde auch eine Krippe des Osnabrücker Künstlers Georg Hörnschemeyer angeschafft.
1972 erhielt die Kirche eine neu gestaltete Ausmalung, 1982 die Neugestaltung des Altarraums, 1990 wurde die innere Holzdeckenkonstruktion erneuert.